# Memoriał ludności polskiej w Rzeszy niemieckiej
Memoriał ludności polskiej w Rzeszy Niemieckiej (niem. Eingabe der polnischen Volksgruppe im Deutschen Reich) – memoriał przygotowany w 1937 roku dla rządu III Rzeszy przez Związek Polaków w Niemczech wyliczający przykłady prześladowania mniejszości polskiej w Niemczech. Był protestem mniejszości polskiej wobec szykan i niesprawiedliwego traktowania jej przez władze oraz obywateli niemieckich.

## Dane techniczne
Memoriał składał się z jedenastu stron ogólnie wyliczających dysproporcje prawne pomiędzy mniejszościami w obu krajach, które oprawiono w czerwone płótno z wybitym na okładce w kolorze białym tytułem oraz Rodłem. Do memoriału dołączono również częściowy zbiór najważniejszych interwencji ZPwN u władz niemieckich w związku z prześladowaniami mniejszości polskiej w III Rzeszy. Protokolarne dokumenty szykan ludności polskiej w Niemczech były 6-tomowym wyborem dokumentów ZPwN przygotowanym i złożonym w redakcji czasopisma „Kulturwehr” wydrukowanych małą czcionką na 3208 stronach w Olsztynie przez wydawcę „Gazety Olsztyńskiej” – Seweryna Pieniężnego.

## Złożenie memoriału
Memoriał został złożony w 1937 roku w Kancelarii Rzeszy na kilka dni przed ogłoszeniem „Deklaracji mniejszościowej” Hitlera przez delegację Związku Polaków w Niemczech w osobach wiceprezesa Związku Stefana Szczepaniaka, kierownika naczelnego Związku dra Jana Kaczmarka oraz syndyka prawnego Związku dra Brunona Openkowskiego.

## Tło polityczne
Celem memoriału było zwrócenie uwagi rządu III Rzeszy na nierówność praw mniejszości polskiej w Niemczech z prawami mniejszości niemieckiej w Polsce. Pruski spis ludności szacował liczbę Polaków mieszkających w obrębie przedwojennych Niemiec na 1,5 mln. Przedwojenne szacunki wynikające z polskiego spisu mniejszości niemieckiej mówiły o 720 tys. Niemców mieszkających na terenie II Rzeczypospolitej. Istniały olbrzymie dysproporcje w traktowaniu obu mniejszości na terenach obu państw. W Polsce mniejszość niemiecka cieszyła się pełnią praw obywatelskich. Bez problemu wydawano jej pozwolenia na budowę szkół czy zakładanie tytułów prasowych. Natomiast w III Rzeszy mniejszość polska spotykała się z narastającymi szykanami ze strony narodowych socjalistów, a niemieckie urzędy celowo blokowały inicjatywy mniejszości polskiej w Niemczech.
|                   | 1,5 mln Polaków w Niemczech | 700 tys. Niemców w Polsce |
| ----------------- | --------------------------- | ------------------------- |
| Szkoły powszechne | 58                          | 432                       |
| Gimnazja          | 2                           | 27                        |
| Spółdzielnie      | 34                          | 856                       |
| Czasopisma        | 14                          | 78                        |

### Szkolnictwo

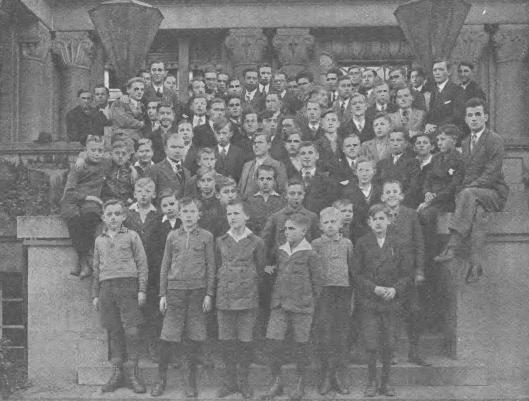
Grupa uczniów Gimnazjum Polskiego w Bytomiu

Najbardziej widocznym przykładem nierówności mniejszości w obu krajach było porównanie szkolnictwa niemieckiego w Polsce ze szkolnictwem polskim w Niemczech. Sytuacja szkolnictwa polskiego na terenie przedwojennych Niemiec w czasie rozwoju ideologii nazistowskiej była bardzo trudna.
Pierwsze polskie gimnazjum w Niemczech otwarto 8 listopada 1932 roku pod nazwą „Prywatna Wyższa Szkoła z gimnazjalnym planem nauki oraz polskim językiem nauczania w Bytomiu”, która oznaczała brak uznania szkoły za gimnazjum przez Ministerstwo Oświaty Rzeszy i Prus, oznaczając w praktyce, że jej absolwenci nie będą mieli prawa studiowania później na niemieckich uczelniach, a matura zdana przez nich nie będzie uznawana w Niemczech. Budynek szkoły był obiektem wielokrotnych ataków przez bojówki narodowych socjalistów. Przykładowo 7 marca 1933 roku „niewyśledzeni” sprawcy obrzucili gmach kamieniami, wybijając w nim szyby. Pomimo wieloletnich starań Związku Polaków w Niemczech szkoła ta nie uzyskała takich samych praw jak szkoły niemieckie. Ministerstwo Oświaty Rzeszy odmówiło przyznania szkole praw publicznych dnia 7 marca 1935 roku.
Podobny status „Prywatna Szkoła z Planem Wyższej Uczelni i Polskim Językiem Nauczania” uzyskało również inne polskie gimnazjum w Kwidzynie, które zostało otwarte 10 listopada 1937. Budowę zakończono w 1936 na działce o powierzchni 0,6 ha według projektu architekta E. Fechnera z Olsztyna. Całe przedsięwzięcie sfinansowano dzięki kredytom Banku Słowiańskiego. Oficjalną koncesję na otwarcie polskiej szkoły pruskie ministerstwo oświaty wydało jednak dopiero 31 października 1937 po około 100 interwencjach Związku Polaków w Niemczech oraz Związku Polskich Towarzystw Szkolnych w Niemczech. Przez cały rok ukończona szkoła stała pusta, a nauczyciele oraz uczniowie musieli oczekiwać na wydanie urzędowego pozwolenia. Była to druga i ostatnia polska szkoła średnia w Niemczech, na którą udzielono zezwolenia. Uczniowie tej szkoły w Kwidzynie byli wielokrotnie atakowani przez nazistowskie bojówki, a przed atakiem na Polskę, 25 sierpnia 1939 roku wszystkie roczniki włącznie z gronem pedagogicznym aresztowało Gestapo i wywieziono ich do obozów koncentracyjnych.
Upośledzony status polskich gimnazjów w stosunku do szkół niemieckich, jaki narzucało mniejszości polskiej prawo niemieckie, był jednak ze strony urzędów wyjątkiem, ponieważ wiele podobnych inicjatyw Polaków podejmowanych w III Rzeszy zostało przez nie zablokowanych. Dla przykładu nigdy nie doczekało się realizacji Liceum żeńskie w Raciborzu, którego fundamenty wybudowano już w 1934 roku, organizatorzy skompletowali całe grono nauczycielskie oraz uczniów. Do wybuchu II wojny światowej liceum nie mogło uzyskać zezwolenia „policji budowlanej”.